# Kiberbius gosobius
Kiberbius gosobius är en mångfotingart som beskrevs av Chamberlin 1941. Kiberbius gosobius ingår i släktet Kiberbius och familjen stenkrypare. Inga underarter finns listade i Catalogue of Life.